# Scenopinus glabrifrons
Scenopinus glabrifrons – gatunek muchówki z podrzędu krótkoczułkich i rodziny zwieskowatych.
Gatunek ten opisany został w 1824 roku przez Johanna Wilhelma Meigena.
Muchówka o ciele długości od 3 do 7 mm, czarno lub ciemnobrunatno ubarwionym. Głowa jest półkulista, u obu płci dychoptyczna. Fasetki oczu w górnej części są mniejsze niż w dolnej. Czoło jest silnie błyszczące. Czułki mają wydłużony ostatni człon o takiej samej szerokości na całej długości, u nasady jaśniejszy niż u szczytu. Śródplecze jest pozbawione opylenia. Skrzydła są przezroczyste. Ich użyłkowanie odznacza się silnie wygiętą ku tyłowi żyłą m1 oraz początkiem żyłki r4 położonym w jednej linii z żyłką m3. Przezmianki mają śnieżnobiałe główki. U samca tylna para odnóży ma niezgrubiałe golenie. Odwłok ma ostatni segment w przypadku samicy płaski i u szczytu zaostrzony, a w przypadku samca kulisty i opatrzony dwoma wyrostkami.
Owad w Europie znany z Portugalii, Hiszpanii, Niemiec, Szwajcarii, Austrii, Włoch, Polski, Czech, Słowacji, Węgier i Rosji. Ponadto występuje w krainie afrotropikalnej, australijskiej, nearktycznej i na Bliskim Wschodzie.